# Itsu no Manika Shōjo wa
Itsu no Manika Shōjo wa (いつのまにか少女は) és un single en solitari de la vocalista d'Every Little Thing Kaori Mochida produït pel músic i també cantant Yosui Inoue.

## Detalls
Fou llançat oficialment amb el nom 持田香織 produced by 井上陽水 (Mochida Kaori produït per Inoue Yosui) el dia 20 d'octubre del año 2004, aprofitant el menut recés que es prenia Every Little Thing en eixe període.
Ambdues cançons presents en el senzill són covers de temes originalment interpretats per Inoue en el que fou la seua reeixida carrera com solista. No obstant això en aquests temes només canta Mochida i Yosui només pren part de composició, arranjaments i producció, a part de tocar la guitarra, harmònica i els altres instruments presents en la cançó; no prestà la seua veu per a aquestes noves versions, ni tan sols per a veus de fons.
La versió original d'"Itsu no Manika Shōjo wa" està present com b-side del single d'Inoue "Yume no Naka e", llançat el 1973.

## Llista de temes
1. Itsu no Manika Shōjo wa (いつのまにか少女は)
2. Mistery Anata ni Muchū (ミステリー　あなたに夢中)